# محمد ضيف الله (لاعب كرة قدم)
محمد ضيف الله لاعب كرة قدم قطري، ولد في (6 مارس 1998).

## مسيرة اللاعب
كان يلعب في نادي الجيش في الفئات السنية و في عام 2017 صدر قرار بدمج نادي لخويا مع نادي الجيش تحت مسمى نادي الدحيل و انظم بعدها إلى نادي الدحيل و لعب بعدها مع نادي قطر ونادي مسيمير.